# A Bluish Bag
A Bluish Bag è un album di Stanley Turrentine, pubblicato dalla Blue Note Records nel 2007. Si tratta di registrazioni rimaste inedite fino alla pubblicazione su CD nonostante fossero state effettuate nel 1967, negli studi di Rudy Van Gelder a Englewood Cliffs nel New Jersey (Stati Uniti).

## Tracce
1. Blues for Del – 4:14 (Stanley Turrentine) – Registrato il 17 febbraio 1967 a Englewood Cliffs, New Jersey
2. She's a Carioca – 6:31 (Antônio Carlos Jobim, Vinicius De Moraes, Ray Gilbert) – Registrato il 17 febbraio 1967 a Englewood Cliffs, New Jersey
3. Manhã da carnaval – 5:53 (Antonio Maria, Luiz Bonfá) – Registrato il 17 febbraio 1967 a Englewood Cliffs, New Jersey
4. Here's That Rainy Day – 5:32 (Johnny Burke, Jimmy Van Heusen) – Registrato il 17 febbraio 1967 a Englewood Cliffs, New Jersey
5. What Now My Love – 4:38 (Gilbert Bécaud, Bobby Delander, Carl Sigman) – Registrato il 17 febbraio 1967 a Englewood Cliffs, New Jersey
6. Samba da aviao – 5:12 (Antônio Carlos Jobim) – Registrato il 17 febbraio 1967 a Englewood Cliffs, New Jersey
7. Night Song – 6:33 (Lee Adams, Charles Strouse) – Registrato il 17 febbraio 1967 a Englewood Cliffs, New Jersey
8. Days of Wine and Roses – 6:06 (Johnny Mercer, Henry Mancini) – Registrato il 9 giugno 1967 a Englewood Cliffs, New Jersey
9. Come Back to Me – 5:55 (Alan Jay Lerner, Burton Lane) – Registrato il 9 giugno 1967 a Englewood Cliffs, New Jersey
10. Silver Tears – 5:07 (Henry Mancini) – Registrato il 9 giugno 1967 a Englewood Cliffs, New Jersey
11. A Bluish Bag – 7:17 (Henry Mancini) – Registrato il 9 giugno 1967 a Englewood Cliffs, New Jersey
12. With the Ring – 5:49 (Luther Dixon, Richard Wayne Wylie, Anthony Hester) – Registrato il 9 giugno 1967 a Englewood Cliffs, New Jersey

## Musicisti
Brani 1, 2, 3, 4, 5, 6 & 7
- Stanley Turrentine  - sassofono tenore
- Joe Farrell  - sassofono tenore, flauto
- Pepper Adams  - sassofono baritono, clarinetto
- Jerry Dodgion  - sassofono alto, flauto
- Donald Byrd  - tromba
- Julian Priester  - trombone
- Bucky Pizzarelli  - chitarra
- Kenny Barron  - pianoforte
- Ron Carter  - contrabbasso
- Mickey Roker  - batteria
- Duke Pearson - arrangiamenti

Brani 8, 9, 10, 11 & 12
- Stanley Turrentine  - sassofono tenore
- Jerry Dodgion  - sassofono alto, flauto
- Pepper Adams  - sassofono baritono, clarinetto
- Al Gibbons  - sassofono tenore, clarinetto basso
- Blue Mitchell  - tromba
- Tommy Turrentine  - tromba
- Julian Priester  - trombone
- McCoy Tyner  - pianoforte
- Walter Booker  - contrabbasso
- Mickey Roker  - batteria